# Demazures förmodan
Inom matematiken är Demazures förmodan en förmodan om representationer av algebraiska grupper över heltalen gjorda av Demazure (1974, p. 83). Förmodan implicerar att många resultat i hans artikel kan utvidgas från komplexa algebraiska grupper till algebraiska grupper över kroppar av annan karakteristik, eller över heltalen. V. Lakshmibai, C. Musili, and C. S. Seshadri (1979) bevisade att Demazures förmodan (för klassiska grupper) följer ur deras arbete om standardmonomteori, och Peter Littelmann utvidgade detta till alla reduktiva algebraiska grupper.